# Англоромски језик
Англоромски језик (енгл. Angloromani language), мешовити језик индоевропског порекла који укључује присуство ромског речника и синтаксе у енглеском језику који користе потомци Рома у Уједињеном Краљевству, Аустралији, Канади, Новом Зеланду, Сједињеним Државама и Јужној Африци.

## Еволуција и карактеристике
Након доласка у Велику Британију у 16. веку, Роми су користили ромски језик до касног 19. века (или генерацију дуже у Велсу). Заменио га је енглески као свакодневни и породични језик британских Рома, што је довело до стварања такозваног „параромског“ језика, насталог додавањем ромских карактеристика енглеском језику које Роми користе.
Пример фразе на англоромском језику је: The mush was jalling down the drom with his gry ('Човек је ишао низ пут са својим коњем').
Ово се разликује од присуства позајмљеница из ромског језика у енглеском, као што су lollypop (првобитно toffee apple), pal (првобитно ромски phral „брат“) и chav (изворно chavo „дечак“ ').